# ポートプラザ日化
ポートプラザ日化（ポートプラザにっか）は、広島県福山市入船町にある複合大型ショッピングセンターである。チラシや看板・標識やテナントの支店名などでは「ポートプラザ」「PORT-PLAZA」の表記が多く使われている。

## 概要
市内箕沖町に移転した日本化薬福山工場の跡地に自社にて建築して1999年（平成11年）4月21日に開業した。福山駅南東約1.5キロメートルの地点にあり、国道2号と国道313号が交わる府中分かれ交差点に立地している。
天満屋ハピータウンポートプラザ店とイトーヨーカドー福山店の2施設を核とし、大型専門店を含めた専門店がテナントとして入居する形で開業した。これは同業同士が核テナントとなることで、互いに競争をして魅力を高め合う相乗効果を狙ったものである。
2013年（平成25年）7月12日に福山市と当施設を所有する日本化薬と核店舗運営2社（天満屋ハピータウンとイトーヨーカドー）の計3社は、災害に関する協定に調印し、津波避難ビルに指定されることになった。
B棟のイトーヨーカドー福山店については、運営会社のセブン&アイホールディングスとイズミが業務提携を結び、2019年（平成31年）春を目処にイズミへ譲渡され、「ゆめタウン」へのリブランドが決定したため、2019年2月11日20時を以て閉店。2019年6月29日に「ゆめタウン福山」としてオープンした。
敷地南部に内港バスセンターが設置されてあり、南向かいにはふくやま芸術文化ホール（リーデンローズ）、北向かいには福山東警察署がある。

## 構造
天満屋のA棟、ゆめタウンのB棟で構成され、A棟は地上3階建て、B棟は地上4階建て。両棟とも1階・2階が売場で、3階・4階 (B棟のみ) ・屋上は駐車場となっている。両棟は並列しており、互いに繋がっている。売場面積はA棟の天満屋が24,127平方メートル、B棟のゆめタウンは20,200平方メートルとなっている。
約2700台収容の大型駐車場を備えることから中心市街地に位置するものの典型的な準郊外型ショッピングセンターとなっている。

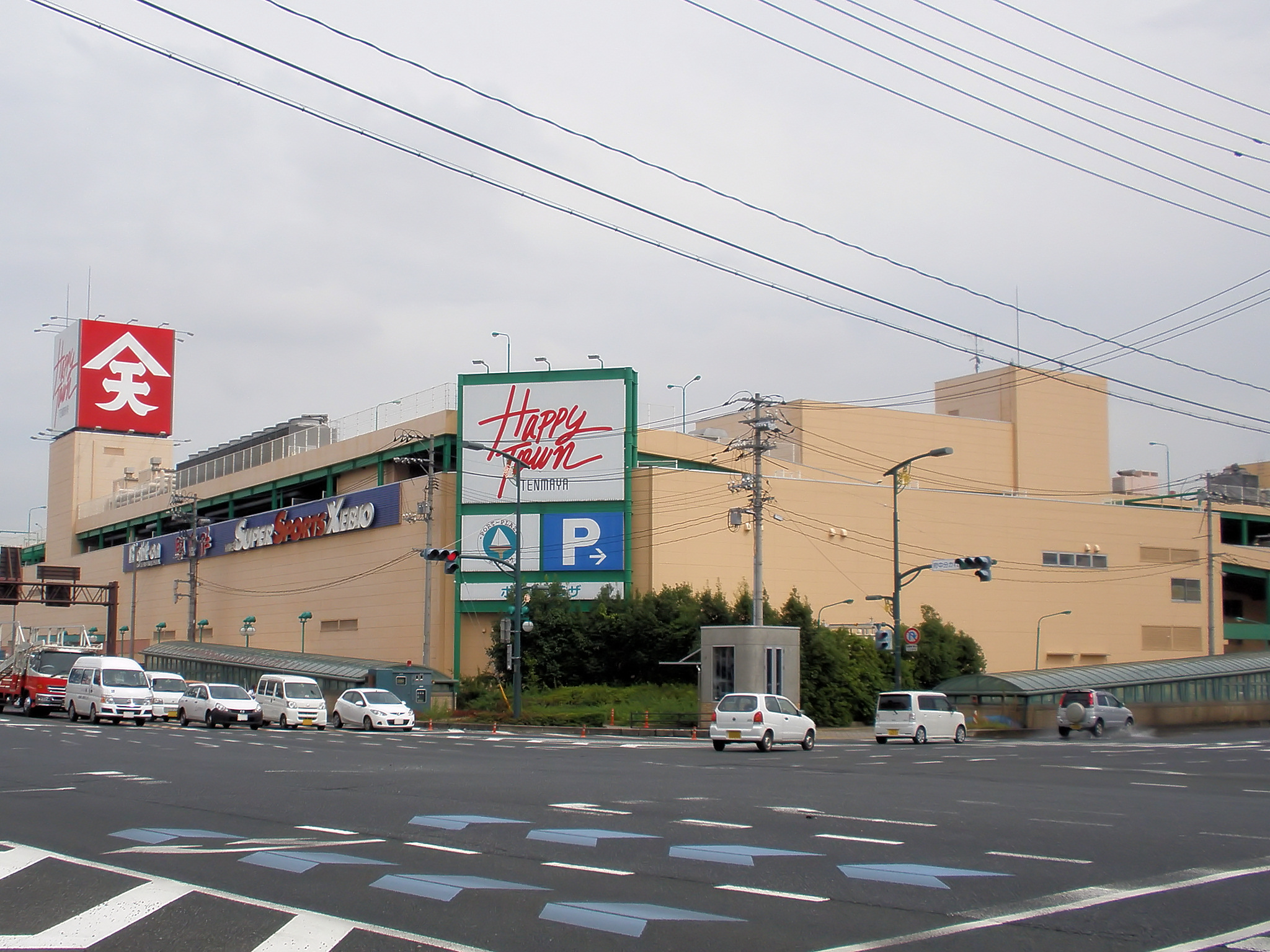
A棟（天満屋ハピータウンポートプラザ店）
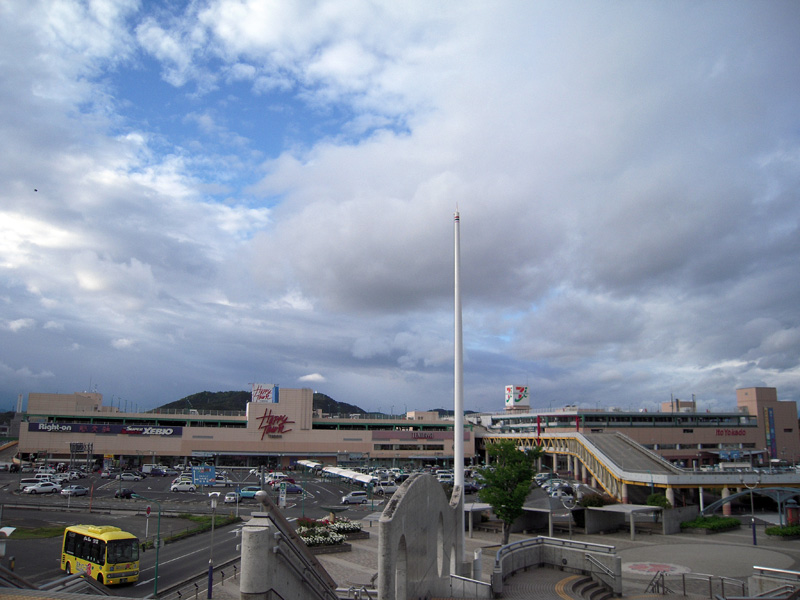
リーデンローズ側から見た外観
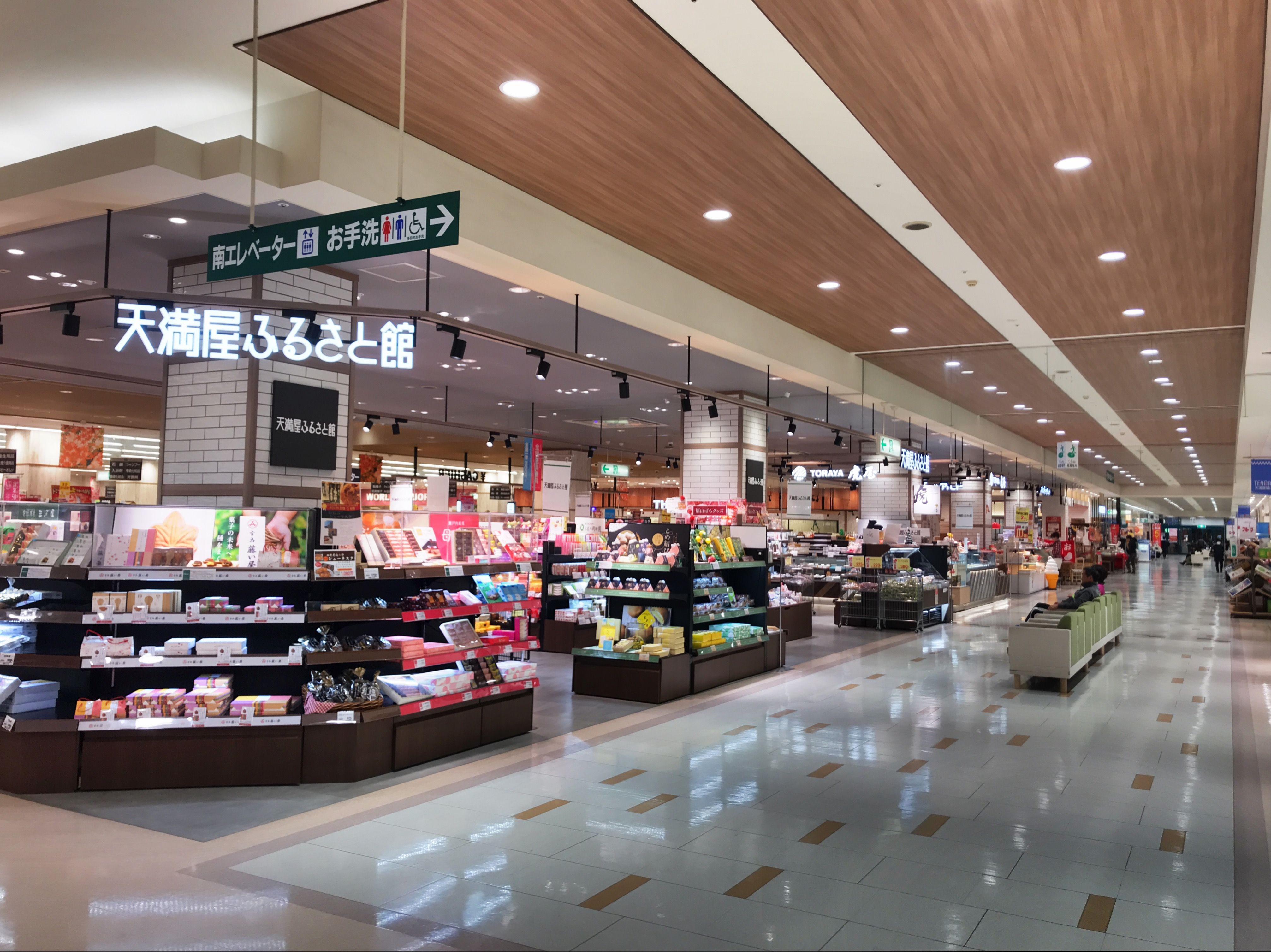
ポートプラザ日化の天満屋側店内（1階）

## A棟（ポートプラザ天満屋）
天満屋福山ポートプラザ店は、広島県福山市入船町にある天満屋の店舗である。1999年（平成11年）開業。B棟のイトーヨーカドー福山店が閉店した現在では、ポートプラザで唯一、開業当初からある核テナントとなっている。ちなみに、1階の食料品売場・2階の専門店以外の大部分はグループ内の別企業、天満屋ストアによる運営である。

### A棟の主なテナント
- 天満屋
- 天満屋ハピータウン
- 天満屋ポートプラザロフト
- ライトオン
- 啓文社
- スーパースポーツゼビオ

## B棟（ゆめタウン福山）

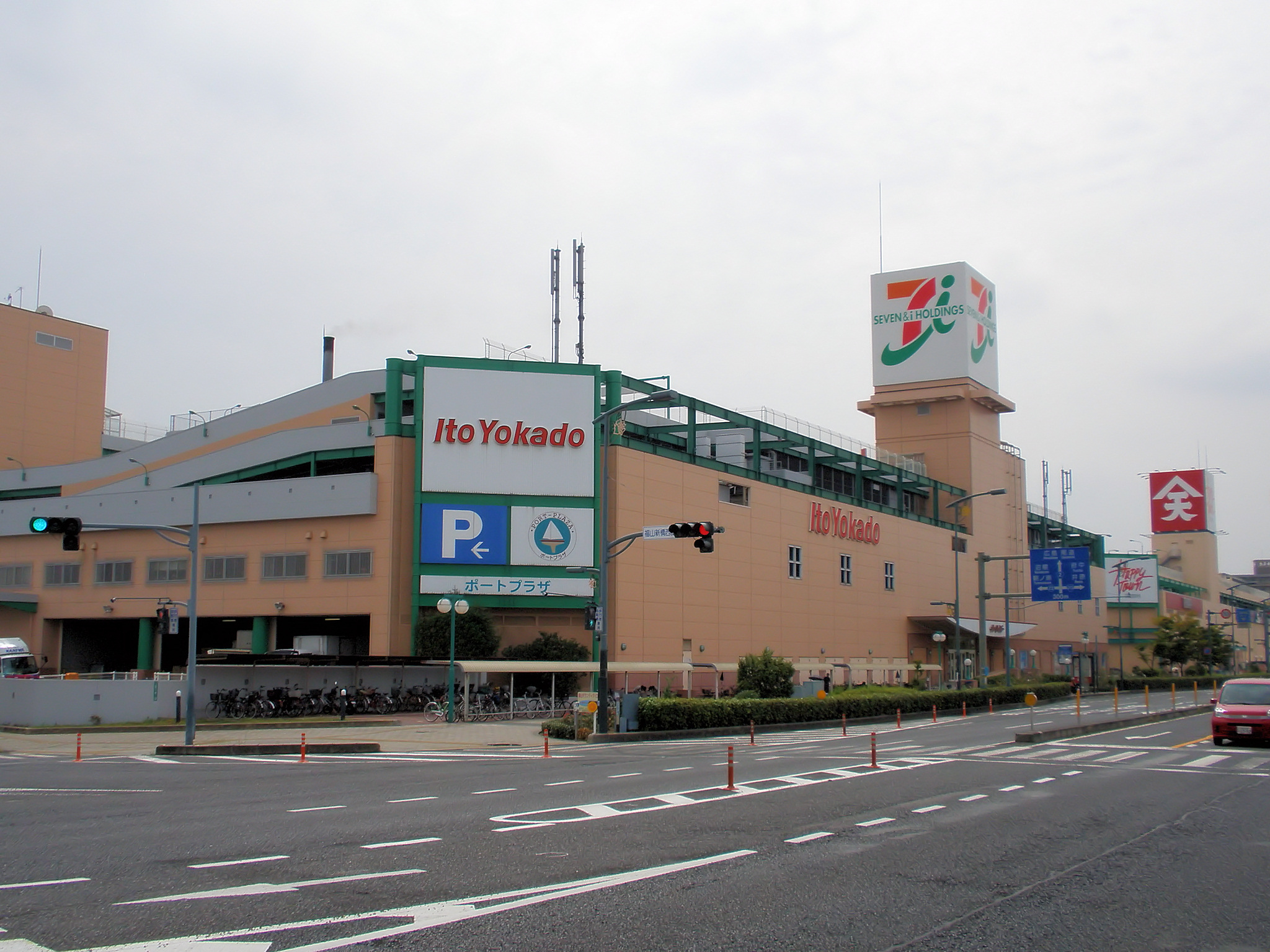
B棟（イトーヨーカドー福山店時代）

ゆめタウン福山は、広島県福山市入船町にある、株式会社イズミが運営するショッピングセンター。
元々はイトーヨーカドー福山店であったが、2018年（平成30年）のセブン&アイホールディングスとイズミとの間の業務提携の一環としてイズミに運営を譲渡し、2019年（令和元年）6月に改修オープンした。2019年（令和元年）秋には無印良品が中四国最大級の規模でオープンした。

### B棟の主なテナント
- モスバーガー
- アカチャンホンポ
- サックスバー
- ペッパーランチ
- ラメール
- カルディコーヒーファーム
- 無印良品